# يوجين بوتس
يوجين بوتس (بالإنجليزية: Eugene Botes)‏ (مواليد 9 يونيو 1980) هو سبّاح جنوب أفريقي، مثّل بلاده في الألعاب الأولمبية الصيفية 2004.

## روابط خارجية
يوجين بوتس على موقع الاتحاد الدولي للسباحة (الإنجليزية)
- يوجين بوتس على موقع أوليمبيديا (الإنجليزية)